# Продвинутые шахматы
Продвинутые шахматы или адванс (от англ. «advanced chess») — разновидность шахмат, разрешающая использование во время игры какой-либо сторонней помощи (дебютные книги, компьютерные шахматные программы, базы данных, эндшпильные таблицы и т.п.) и «легальность» её использования. Такие разновидности шахмат, как фристайл, заочные шахматы (если правилами предусмотрено или допускается использование помощи), а также игра шахматными движками — в той или иной степени относятся к адвансу.
В общем случае, кратко, адванс — это игра с расширенными возможностями.

## История
Использование сторонних возможностей (подсказок) во время партии традиционно неприемлемо. Возможность использования подсказок в классические шахматы, если и допускается, то в основном изредка и при тренировочном или неофициальном характере игры. В связи с появлением компьютеров и появлением шахматных компьютерных программ возникла возможность оценки их силы игры при игре против человека и при игре программ между собой. Шахматные программы (шахматные движки) приобретают самостоятельное обособленное значение как отдельные шахматные игроки. Одновременно с этим появилась возможность игры людей-шахматистов между собой при использовании компьютерной помощи. Такие новые виды и способы игры в шахматы начали получать распространение, получив название «advanced chess» (реже «cyborg chess» или «centaur chess»). Считается, что эти определения были введены в широкий обиход гроссмейстером Гарри Каспаровым для обозначения игры людей между собой при использовании компьютеров. Слово «адванс» в шахматах появилось для обозначения игры при использовании компьютерных программ. Однако если рассматривать современное понимание адванса, то шахматный адванс не подразумевает обязательность использования компьютерных программ в процессе игры, за исключением такой его разновидности, как «игра шахматными движками». То есть в шахматах адванс, как явление, фактически существовал параллельно с существованием шахмат, но как самостоятельное явление традиционно не поощрялся, не воспринимался или не обозначался. А появление адванса как самостоятельной, отдельно обозначаемой дисциплины, начинается не с появлением адванса как такового, а на самом деле с появлением первого компьютерного шахматного адванса и является относительно новой шахматной разновидностью. Об адвансе, объективно существовавшем до появления первых компьютеров и шахматных программ, можно говорить, как о докомпьютерном шахматном адвансе.

## Адванс и классические шахматы
Любое использование сторонней помощи по правилам FIDE недопустимо, что говорит об адвансе, как об особой разновидности шахматных правил, где использование сторонней помощи не ограничено.

## Адванс и заочные шахматы
Если правилами заочного соревнования предусмотрено использование какой-либо сторонней помощи, такое соревнование является адвансом. Если условиями заочного соревнования использование какой-либо сторонней помощи не предусмотрено или запрещено, то такое соревнование адвансом не является.

## Адванс (классический адванс)
В большинстве случаев соревнования по адвансу проводятся при больших (обычно от нескольких суток на партию) временных контролях и методами заочных шахмат (чаще всего игрой на сервере через интернет). При этом, в подавляющем большинстве случаев, соревнования по заочным шахматам предусматривают использование какой-либо сторонней помощи, поэтому могут быть обозначены или обозначаются словом «адванс». В совокупности тождественность и сочетание этих особенностей и есть адванс в классическом его понимании. Классический адванс — это адванс, проводимый при больших временных контролях методами заочных шахмат. Это наиболее распространённый и популярный тип адванса.

## Адванс и компьютерные шахматы
Использование сильнейших компьютерных программ на адванс-серверах подразумевается и фактически является неотъемлемым элементом при игре в современный адванс, однако обязательным элементом, например, классического адванса использование компьютерных программ не является.

## Фристайл
Фристайлом называется адванс при «стандартных» по меркам классических шахмат контролях, но малых по меркам классического адванса. Особенностью фристайла (в т.ч. при показательных выступлениях) является возможность введения ограниченного количества возможных обращений к помощи компьютера во время партии, что обычно оговаривается в правилах заранее. Фристайл — тип адванса. С этой точки зрения «продвинутые шахматы» — это своеобразные симбиотические шахматы, объединяющие человеческую креативность и стратегическое мышление с машинным перебором вариантов и глубиной расчета. Игроки во время игры могут пользоваться компьютером и рассматривать варианты, предлагаемые шахматными программами. 
Данная версия шахмат использовалась для показательных выступлений сильнейших шахматистов мира (например, показательный матч из двух партий между В. Анандом и В. Крамником в ГУМе (Москва, ноябрь 2007 года) (хотя зрители в итоге увидели две маловыразительные ничьи). Особенностью зрелища являлась демонстрация (на большом экране) тех вариантов, которые рассматривают в данный момент игроки. Вместе с тем фристайл-шахматы позволяют достичь значительно большей силы игры, избежать просмотров и т.п..

## Игра шахматными движками (тестирование шахматных движков)
Можно отнести к особому типу адванса, где участие человека в процессе игры не предусмотрено вовсе.

## Фристайл-турниры
В последние годы были проведены в глобальном масштабе турниры по фристайлу для «кентавров» (где кентавр — это человек + компьютер), в роли кентавра обычно выступали разработчики компьютерных движков и их программа. В качестве одного из основных таких турниров можно отметить турнир PAL / CSS Freestyle, спонсором которого являлась группа PAL (Абу-Даби), на котором был показан очень высокий уровень игры, а победителями, в хронологическом порядке, были Закс (Стивен Cramton и Стивен Zackery, США), Zorchamp (Zorchamp, Объединенные Арабские Эмираты), Rajlich (Васик Райлих, Венгрия), Xakru (Иржи Dufek, Чехия), Flying Saucers (Даг Нильсен, Дания), Rajlich (Васик Райлих, Венгрия), Ibermax (Энсон Уильямс, Англия) и Ultima (Эрос Риччио, Италия).
Похожие турниры были организованы FICGS (Chess Freestyle Cup), ChessBase (Computer Bild Spiele Scach Turnier) и Infinity Chess.
На основании результатов, полученных в турнирах в продвинутые шахматы, существуют свои эло-рейтинги, например, рейтинг Infinity Chess. 